# Barnyard (videogioco)
Barnyard è un videogioco basato sull'omonimo film della Nickelodeon Movies.

## Modalità di gioco
Il gioco comincia quando il fattore porta nel cortile una nuova mucca. Il giocatore dovrà personalizzare i dati di questa mucca: il sesso, la razza e il nome. Nel gioco si fanno varie missioni: gli animali che hanno bisogno d'aiuto hanno un punto esclamativo sulla testa, e oltre alle missioni si fanno giochi cui viene assegnato un punteggio segnato con le lettere (da A a F), e il punteggio più alto è la stella. Chi ha più stelle viene nominato "campione dell'aia", da Pip. Le missioni si devono completare in fretta perché quelle diurne vengono completate prima del tramonto, quelle notturne prima dell'alba. La sera, il gallo Root apre il granaio club, e se il giocatore completa il granaio al 100 per cento verrà nominato "animale festaiolo numero uno".